# Katedra Świętego Sebastiana w Rio de Janeiro

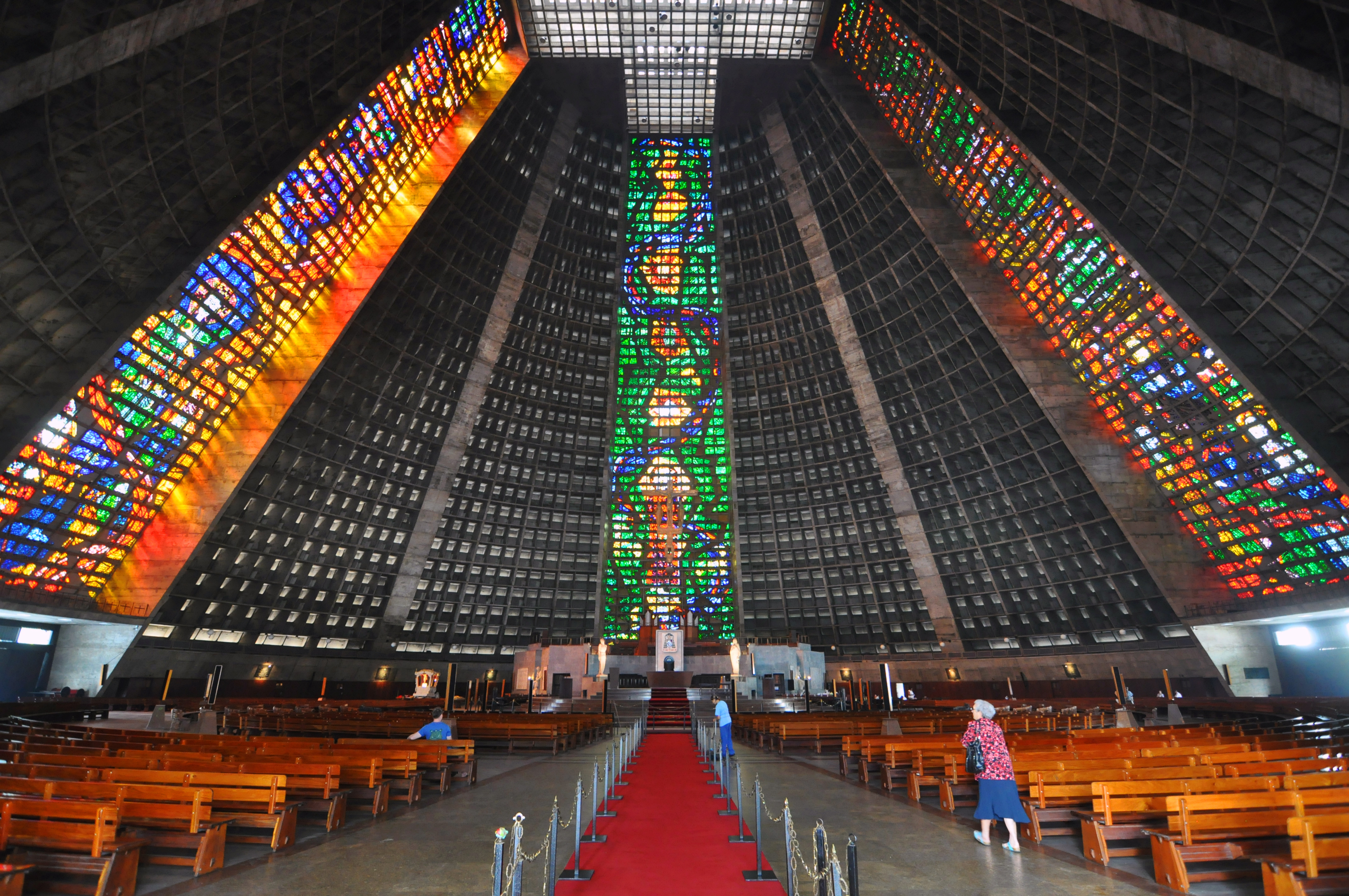
Wnętrze katedry

Katedra w Rio de Janeiro (port. Catedral Metropolitana do Rio de Janeiro lub Catedral de São Sebastião do Rio de Janeiro) – rzymskokatolicka katedra w Rio de Janeiro. Jeden z trzech symboli miasta obok Głowy Cukru i pomnika Chrystusa Zbawiciela.

## Historia i architektura
Położona w centrum miasta katedra jest jedną z niewielu ekscentrycznych budowli sakralnych na świecie. Zaprojektował ją miejscowy architekt Joaquim Corrêa nadając jej kształt ogromnego stożka. Według władz kościelnych było to nawiązanie do dawnych świątyń Majów, choć miały one kształt piramid budowanych na planie kwadratu a nie koła. W porównaniu chodziło o podkreślenie pewnej oryginalności budowli i być może zadośćuczynienie (w symboliczny sposób) wydarzeniom historycznym, które doprowadziły do upadku dawnych cywilizacji Ameryki Południowej, a za które odpowiedzialni byli chrześcijańscy konkwistadorzy.
Zbudowana w latach 1964–1976 katedra zastąpiła wcześniejsze świątynie, które przedtem pełniły tę funkcję. Ma ona wysokość 80 m i zewnętrzną średnicę 106 m. Na powierzchni 8000 m² może zmieścić się 20000 wiernych, z których 5000 ma miejsca siedzące. 
W centrum katedry znajduje się ołtarz. Barwne figury w czterech ogromnych, witrażowych oknach symbolizują cztery epitety kościoła: ”jeden”, ”święty”, ”katolicki” i ”apostolski”. W stropie świątyni znajduje się dodatkowe okno w kształcie krzyża. 
Katedra ma własną rozgłośnię radiową, która emituje programy o treści duchowej.
2 lipca 1980 katedrę odwiedził papież Jan Paweł II.